# Mattia Ugoni
Mattia Ugoni (* 1446 in Brescia; † 3. Dezember 1535 ebenda) war ein italienischer römisch-katholischer Bischof und Kirchenrechtler. Er war ein wesentlicher Vertreter des Konziliarismus und Teilnehmer des Fünften Laterankonzils.

## Leben und Werk
Mattia Ugoni studierte in Padua. Zunächst wirkte er als Notar in Brescia. 1482 wurde er Sekretär und Kanzler des Erzbischofs von Kreta. 1490 wurde er Canonicus in Brescia, sowie seit 1497 Generalvikar von Verona, seit 1503 von Brescia und seit 1504 Bischof von Famagusta auf Zypern. Er trat 1529 von dem Bischofsamt zurück.
Mattia Ugoni gehörte durch sein Konzilswerk De Conciliis (1511 bis 1521 verfasst und 1532 gedruckt) zu den hoch einflussreichen Vertretern konziliaristischer Ideen am Vorabend des Konzils von Trient. Mattia Ugoni bejahte die Verbindlichkeit der Konstanzer Dekrete. Er bejahte die Konzilsberufung ohne Papst und  qualifizierte das durch die Päpste ausgesprochene Verbot der Konzilsappellation als dem Naturrecht widersprechend.